# Aérodrome de Soulac-sur-Mer
L’aérodrome de Soulac-sur-Mer ou aérodrome de Soulac - La Runde (code OACI : LFDK) est un aérodrome civil, ouvert à la circulation aérienne publique (CAP), situé à 2 km au sud-est de Soulac-sur-Mer dans la Gironde (région Nouvelle-Aquitaine, France).
Il est utilisé pour la pratique d’activités de loisirs et de tourisme (aviation légère, hélicoptère, parachutisme et aéromodélisme).

## Installations
L’aérodrome dispose d’une piste bitumée orientée sud-nord (14/32), longue de 770 m et large de 18.
L’aérodrome n’est pas contrôlé. Les communications s’effectuent en auto-information sur la fréquence de 118,450 MHz.
S’y ajoutent :
- des aires de stationnement ;
- des hangars ;
- une station d’avitaillement en carburant (100LL et Jet A1)[2].

## Activités
- Cordouan Air-club ayant cessé son activité, c'est l'aéroclub de Royan côte de beauté qui prend en charge l'activité aviation de loisir sur l'aérodrome.
- ULM Médoc Océan